# Mary Frere
Mary Eliza Isabella Frere (1845–1911) (surnommée May) est une auteure anglaise d'ouvrages concernant l'Inde. En 1868, elle publie le premier livre de contes indiens collecté sur le terrain en anglais, Old Deccan Days .

## Jeunesse
Frere est née au presbytère de Bitton dans le Gloucestershire, en Angleterre, le 11 août 1845 . Surnommée May, elle est l'aînée des cinq enfants (les autres étant Catherine, Georgina, Eliza et Bartle) de Henry Bartle Frere et de son épouse Catherine (décédée en 1899) qui est la fille du lieutenant-général Sir George Arthur (1er baronnet) (en). Le père de Mary a servi dans l'administration coloniale de Bombay depuis 1834 et, en 1862, il est nommé gouverneur de Bombay. La famille vit dans la paroisse de St Mary, Wimbledon, où Mary fait ses études privées .

## Ouvrages publiés
Frere publie plusieurs poèmes et une pièce de théâtre. Son œuvre la plus populaire est Old Deccan Days ; ou, Hindoo Fairy Legends, in southern India. Collected From Oral Tradition, imprimé en 1868, avec des illustrations de sa sœur Catherine Frances Frere. Selon l'introduction de Frere, elle commence sa collection de folklore indien lors de longs voyages avec son père. Sa seule compagne est une ayah locale nommée Anna Liberata de Souza  . Elle est chrétienne descendante de la caste Lingaet du pays Mahratta . Ce qui a commencé comme une conversation oisive se transforme en un enregistrement et une étude approfondis de la culture indienne. L'orientologue allemand Max Müller passe en revue la collection de Frere et écrit que son interprétation des originaux sanskrits se lit comme une traduction directe du sanskrit ancien . Le père de Frere aide à l'édition de l'ouvrage et écrit une introduction à la première édition de Old Deccan Days . L'arrière-plan étendu et le «récit du narrateur» fournis dans l'œuvre sont inhabituels pour l'époque, plaçant les contes dans le contexte de la vie difficile du conteur . Le livre est un succès; au moment de la troisième édition anglaise (1881), il est imprimé en allemand, hongrois, danois, marathi, hindi et gujarati . Le livre est republié avec une introduction par Kirin Narayan en 2002 .
Catherine édite The Cookery Book of Lady Clark of Tillypronie, aidant à le publier en 1909 après la mort de Lady Clark à l'invitation de son mari Sir John Forbes Clark . Le travail est salué par la romancière Virginia Woolf  et l'écrivain de cuisine Elizabeth David .
Frere est décédée dans le Sussex le 26 mars 1911 . Elle est enterrée au cimetière de Brookwood. 